# Tuapse

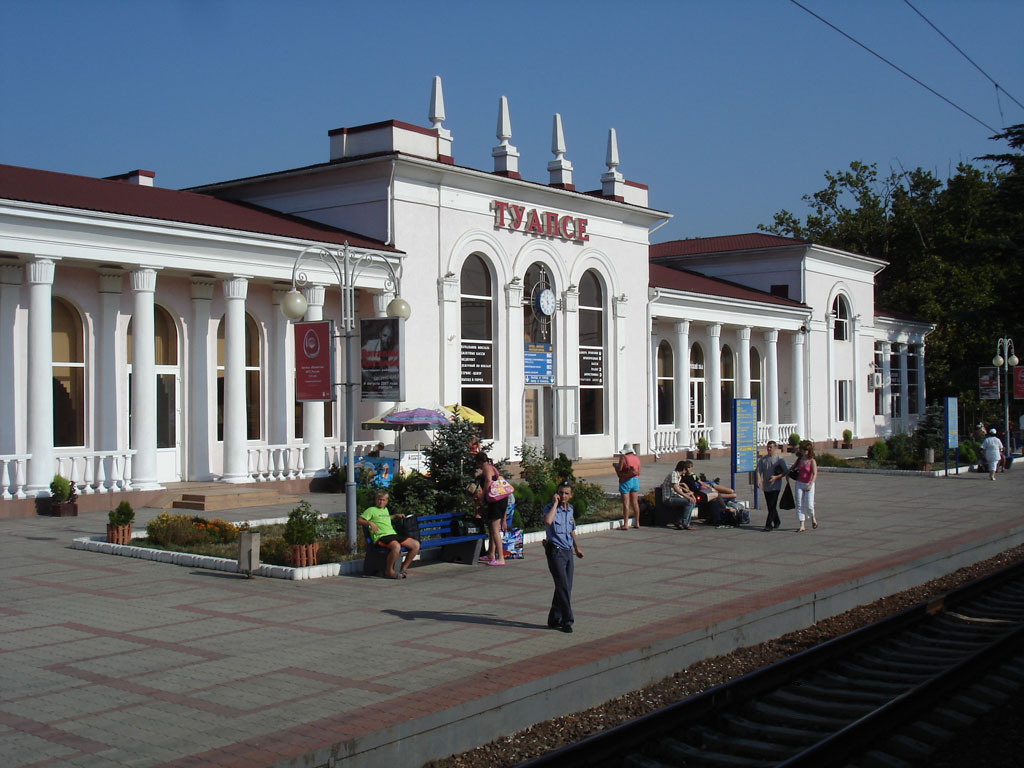
Järnvägsstationen i Tuapse.

Tuapse (ryska: Туапсе) är en stad i den ryska regionen Krasnodar kraj. Staden ligger vid Svarta havet, omkring tio mil söder om Krasnodar, och hade 63 417 invånare i början av 2015. Tuapse är en hamnstad och slutpunkt för oljeledningar från Kaukasus. Här raffineras och vidareskeppas petroleum.